# Her Story
Her Story és una websèrie dramàtica de 2016 distribuïda exclusivament per Internet. El programa explica la història de dues dones transgènere, interpretades per Jen Richards i Angelica Ross. Va ser nominada a un premi Emmy.